# Disbandment Control Unit

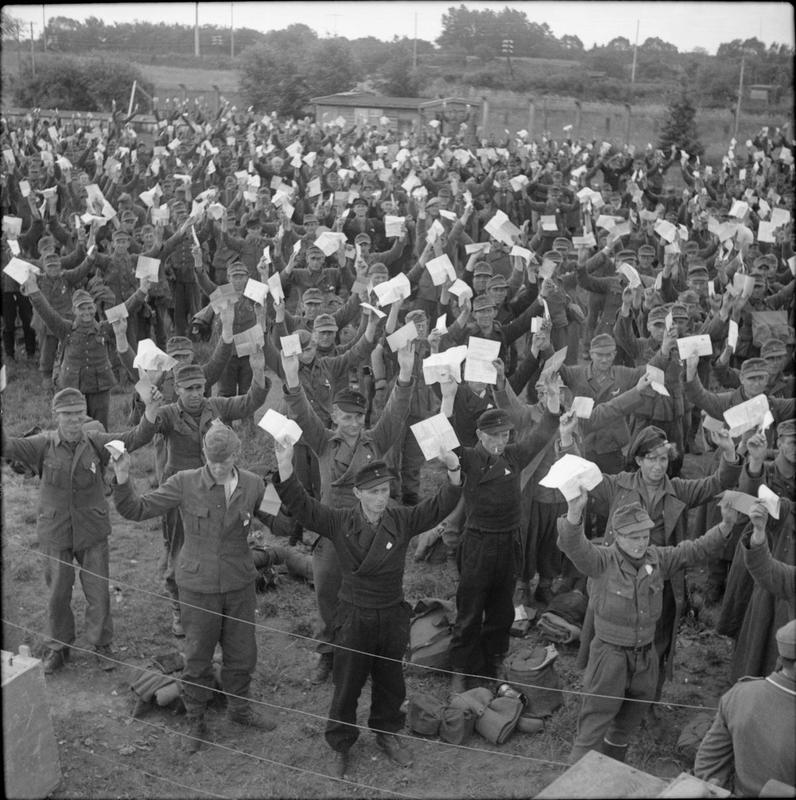
Demobilisierte deutsche Soldaten präsentieren ihre Entlassungsscheine zur Überprüfung durch Personal der DCU 1 in Eutin

Disbandment Control Unit (deutsch: Wehrmachtsauflösungsüberwachungseinheit, Abkürzung: DCU, in Originaldokumenten abgekürzt D.C.U.) war die offizielle Bezeichnung für Einrichtungen der 21st Army Group der britischen Streitkräfte in der britischen Besatzungszone, die ab Mai 1945 die Demobilisierung und Auflösung deutscher Militärverbände im Rahmen der Operation Barleycorn organisierten. 

## Definition
Nach den Vorgaben der Instruktion XIV/2030/1 vom 1. Februar 1945 war eine Disbandment Control Unit dem Hauptquartier einer Brigade der 21st Army Group unterstellt und von einem Offizier im Range eines Majors kommandiert, dem drei Captains (Hauptleute) zur Seite standen. Ihr Auftrag bestand in der Überwachung und Kontrolle der Auflösung feindlicher Einheiten, die sich ergeben hatten.

## Hintergrund
Planungen für die Übernahme und Kontrolle der deutschen Militäreinheiten nach der deutschen Kapitulation sind bereits für Februar/März 1945 dokumentiert. In diesem Zusammenhang werden auch die Einrichtung von Disbandment Control Units durch die 21st Army Group und deren Aufgaben erwähnt. Konkrete Instruktionen zur Durchführung der Demobilisierungsmaßnahmen wurden vom Hauptquartier der 21. Armeegruppe am 21. Mai 1945 erlassen.

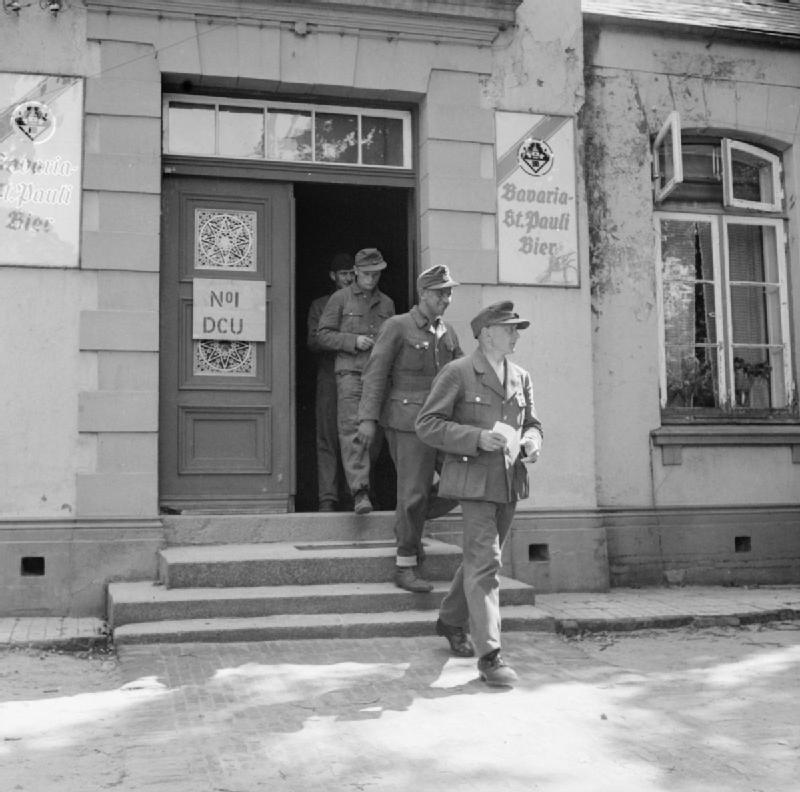
Demobilisierte Soldaten verlassen als Zivilisten die Disbandment Control Unit 1 im Discharge Collecting Centre bei Heide in Holstein

## Organisation
Die Maßnahmen zur Entlassung der deutschen Soldaten fanden in Discharge Collecting Centres statt.

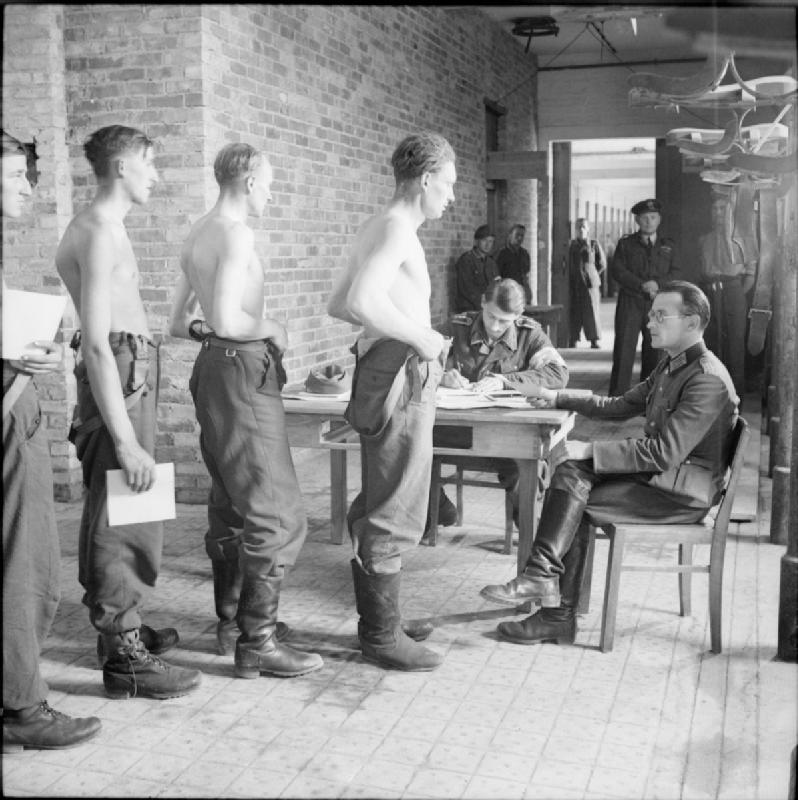
Medizinische Untersuchung durch deutsches Personal unter Bewachung durch britische Soldaten im Entlassungszentrum Eutin

Die Mitarbeiter der Einrichtungen standen unter dem Kommando eines britischen Offiziers. Auf der Fachebene, etwa für die Begutachtung des Gesundheitszustandes der zu Entlassenen, wurde auch deutsches Personal eingesetzt, zum Beispiel Ärzte der ehemaligen deutschen Wehrmacht.

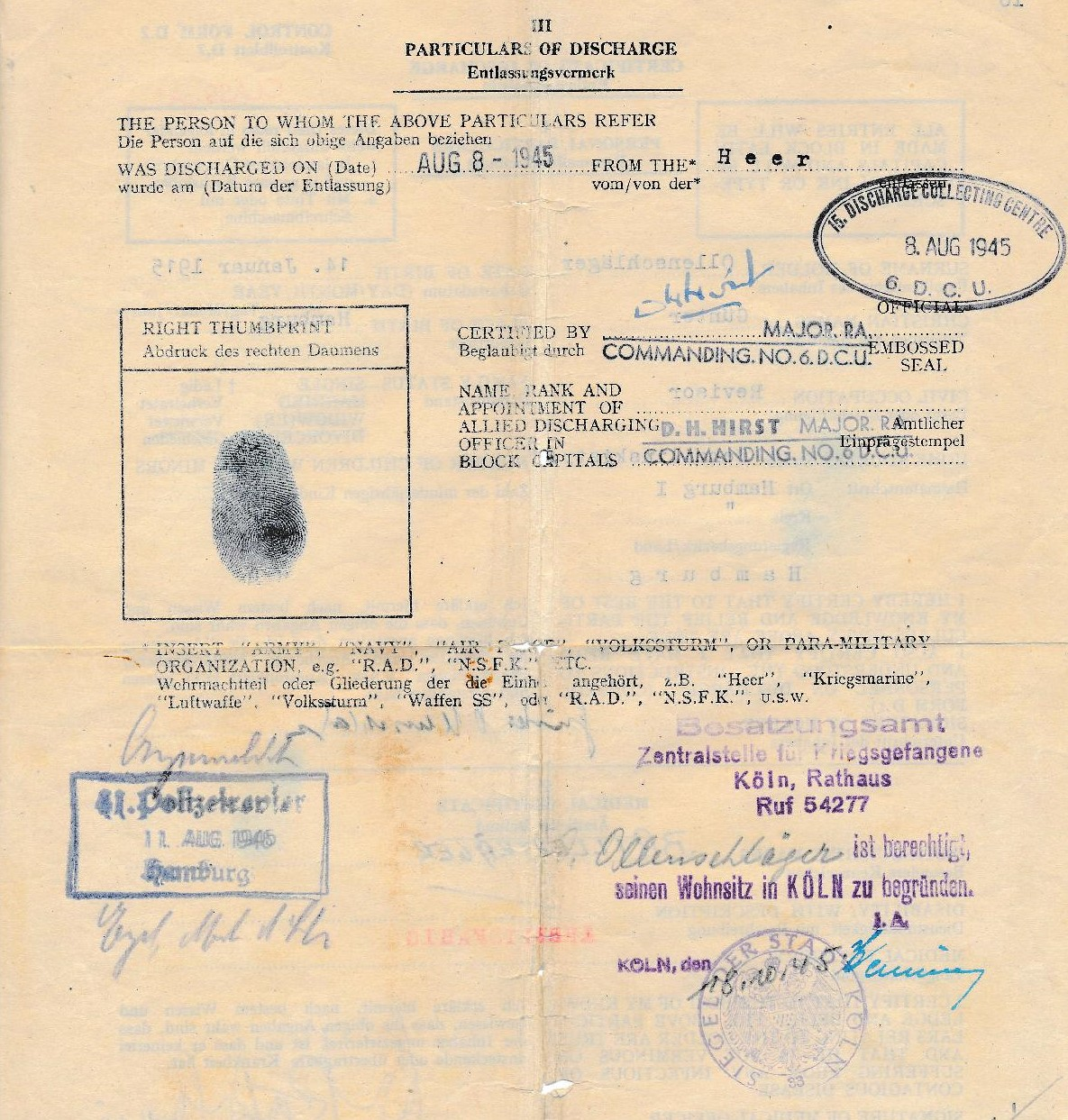
Entlassungsschein Wehrmacht 1945 durch Discharge Collecting Centre 15

## Aktivitäten
Die Einheiten waren dafür zuständig, dass deutsche Soldaten nach Kriegsende ordnungsgemäß aus dem Militärdienst entlassen wurden. Ihre Aufgaben umfassten unter anderem:
- Verwaltung von Entlassungsdokumenten: sie stellten damit sicher, dass jeder Soldat die korrekten Papiere für seinen Übergang ins zivile Leben erhielt.
- Medizinische Untersuchung[8]
- Organisation der weiteren Verwendung oder Rückführung: sie organisierten die Weiterleitung der Männer zu von der Besatzung vorgegebenen Arbeitsplätzen (z. B. zur Erntearbeit oder Wiederaufbauarbeit an einer Brücke) oder zur Rückführung in ihre Heimat.[9][6]

## Standorte
Bis Januar 2025 sind nur wenige Standorte identifiziert. Hierzu gehören unter anderem  die Discharge Collecting Centres bei Heide in Holstein (D.C.U. 1), Eutin (D.C.U. 14 in der heutigen Oberst-Herrmann-Kaserne).

## Historische Aufarbeitung
Wie umfangreich die historische Aufarbeitung zum System der Disbandment Control Units, zu ihren Standorten und organisatorischen Abläufen ist unklar (Stand: 20. Januar 2025). Die Quellenlage im Internet ist spärlich. Dokumente finden sich unter anderem in der Online-Sammlung des britischen Imperial War Museums.